# Ombrophila rudis
Ombrophila rudis är en svampart som först beskrevs av Miles Joseph Berkeley, och fick sitt nu gällande namn av William Phillips 1887. Ombrophila rudis ingår i släktet Ombrophila och familjen Helotiaceae.   Inga underarter finns listade i Catalogue of Life.